# Університет Ренн I
Університет Ренн I (фр. Université de Rennes 1) — французький університет, заснований в 1970 році в місті Ренн.

## Структура
Університет має такі факультети:
- Права і політичних наук
- Економіка
- Фізика
- Хімія
- Математика
- Інформатика
- Медицина
- Аптека